# Rüstungsprogramm B
| Waffe             | %   |
| ----------------- | --- |
| Pistolen          | 95  |
| MPi               | 163 |
| Schußwaffen 98    | 106 |
| MG                | 123 |
| Pz. Büchse 38/39  | 86  |
| s. Pz.Büchse 41   | 9   |
| 2cm Flak          | 100 |
| 2cm Flak Vierling | 75  |
| 2cm Kw.K.         | 188 |
| 5cm Kw.K.         | 80  |
| 7,5cm Kw.K        | 10  |
| Granatwerfer 36   | 110 |
| Granatwerfer 34   | 114 |
| Nebelwerfer       | 96  |
| Nebelwerfer d     | 77  |
| l.I.G. 18         | 84  |
| s.I.G. 33         | 91  |
| Gebirgsgesch. 36  | 169 |
| l. Feldkanone 18  | 29  |
| l. Feldhaubitze   | 94  |
| 10cm Kanone 18    | 98  |
| Feldhaubitze 18   | 110 |
| 21cm Mörser 18    | 95  |

Das Rüstungsprogramm B (auch: Rüstungsprogramm »Kriegsheer 1941«) war der Plan für die Aufrüstung der Wehrmacht für den Krieg gegen die Sowjetunion. Es wurde im August 1940 entworfen, und am 28. August 1940 vom Chef der Heeresrüstung Friedrich Fromm angeordnet und sah die Schaffung eines Heeres von 180 Divisionen vor.

## Entstehung und Wirkung des Rüstungsprogramm B
Zum Ende des Westfeldzugs wurde geplant, die Anzahl der Divisionen der Wehrmacht von 159 Divisionen um 39 Divisionen auf 120 Divisionen zu verringern und den Rüstungsschwerpunkt auf Luftwaffe und U-Boote zu verlagern zum Krieg gegen Großbritannien. Generalstabschef Franz Halder notierte am 15. Juni 1940, dass die Voraussetzung für diese Weisung, „die Annahme ist, dass mit dem bevorstehenden endgültigen Zusammenbruch des Feindes die Aufgabe des Heeres erfüllt ist“ und der „Kriegsmarine und der Luftwaffe“ die Aufgabe zufällt, „den Krieg gegen England allein weiterzuführen“. Dabei wurde geplant, das Personal so zu demobilisieren, dass es kurzfristig wieder einberufen werden konnte.
Am 28. Juli 1940 beriet Hitler mit dem Chef der Heeresrüstung Fromm die Erweiterung auf 180 Divisionen. Eine stichwortartige Aufzeichnung vermerkte als Position Fromms dazu: „Personelle Lage: keine Bedenken“ und „materiell: wird gehen“. Am 31. Juli 1940 gab Hitler den Generälen seinen Entschluss bekannt, die Sowjetunion anzugreifen. Der oft zitierte Tagebucheintrag Halders vermerkte diesen Entschluss mit den Worten:

„Entschluß: Im Zuge dieser Auseinandersetzung muß Rußland erledigt werden. Frühjahr 1941. Je schneller wir Rußland zerschlagen, um so besser. Operation hat nur Sinn, wenn wir Staat in einem Zug schwer zerschlagen. Gewisser Raumgewinn allein genügt nicht. Stillstehen im Winter bedenklich. Daher besser warten, aber bestimmter Entschluß, Rußland zu erledigen.“

Als Kräftebedarf notierte Halder in derselben Notiz 180 Divisionen, davon 120 Divisionen für den „Osten“, 50 Divisionen für Frankreich, 7 Divisionen für Norwegen und 3 Divisionen für Holland und Belgien. Am 20. Juni 1941 verfügte die Wehrmacht über 183 Divisionen. Für die Zeit nach Barbarossa hielt man 136 Divisionen für notwendig, darunter 33 mit Tropenausstattung. Am Tag nach Hitlers Verkündung besprach sich Halder mit Walter Buhle und Hans von Greiffenberg über „Organisatorische Forderungen bei Aufstellung von 40 Divisionen“.
Am 17. August 1940 ordnete Wilhelm Keitel an, das Rüstungsprogramm von 120 auf 180 Divisionen bis April 1941 umzuarbeiten. Weitere 20 Divisionen waren für das Ersatzheer, Heeres-, Armee- und Korpstruppen geplant. Am 26. August 1940 trug Fromm Hitler den Plan vor, der ihn billigte. Damit waren die „Würfel für ‚Barbarossa‘“ gefallen, wie Bernhard R. Kroener urteilt.
Am 5. September wurde der Befehl den Wehrmachtsteilen zugeleitet.
Am 28. September erfolgte ein Führerbefehl der die grundlegenden Anweisungen für den materiellen Aufbau enthielt.

## Durchführung
Am 13. September äußerte der Chef des Wehrwirtschafts- und Rüstungsamtes Georg Thomas auf einer Inspekteur-Beratung, dass es darauf ankomme „in den zur Verfügung stehenden 6-7 Monaten mit den vorhandenen Rohstoffen, Menschen und Kapazitäten bis zum Frühjahr 1941“ ein möglichst hohen Stand in der Heeresrüstung für das Feldheer zu erreichen. Dies sei „keine Kleinigkeit“ und müsse „unter allen Umständen“ erfüllt werden.
Die Grundstoffindustrien, die Synthetischen Kraftstoff, Aluminium, Buna und Pulver- und Sprengstoffe herstellten, wurden stark erweitert. Hans Kehrl erklärte im März 1941, dass die Textil- und Bekleidungsindustrie zu 99 % für den Kriegsbedarf arbeitet, gemessen an der verarbeiteten Gesamtspinnstoffmenge. Da der Munitionsverbrauch im Westfeldzug überraschend gering ausfiel, wurde die Munitionsfertigung zu Gunsten anderer Vorhaben stark gedrosselt.
Die Fertigungslisten für die Waffen, z. B. die Liste „Fertigung Waffen Heer 1.8.40 - 1.4.41“ sind mit Hitler außerordentlich genau durchgesprochen worden. Zu jedem Vorschlag, der nicht Hitlers völlige Billigung fand, wurden seine diesbezüglichen Äußerungen vermerkt.
Zur Auftragslenkung wurde im November 1940 der „Sonderausschuß X Waffen“ unter Leitung des Krupp-Direktors Erich Müller gebildet. Organisiert in 5 Hauptgruppen und 36 Arbeitsgruppen, wuchs mit der Fertigungskontrolle der Einfluss der Großbetriebe.
Für Barbarossa wurden im Oktober 1940 mit der 11. Aufstellungswelle, die 121., 122., 123., 125., 126., 129., 131., 132., 134. und die 137. Infanteriedivision und im November 1940 mit der 12. Aufstellungswelle die 97., 99., 100., 101., 102., 106., 110., 111., 112. und die 113. Infanteriedivision neu aufgestellt. Die Erweiterung auf 180 Divisionen erforderte die Geburtenjahrgänge 1919 und 1920 vom Ersatzheer in das Feldheer zu übernehmen. Am 11. Februar 1941 meldete Buhle an Halder: „Zustandsmeldungen der Heeresgruppe Leeb über neu aufgestellte Divn. im allgemeinen recht befriedigend“.
Dafür wurden 160 neue Generalstabsoffiziere benötigt, für die man 4 Hörsäle à 20 Mann in 2 Kursen brauchte. Über 100 ehemalige Generalstabsoffiziere aus dem Ersten Weltkrieg wurden wiederverwendet. Für den Aufmarsch wurden mit dem Otto-Programm die nötigen Eisenbahnkapazitäten im besetzten Polen aufgebaut.
Der Umbau auf 180 Divisionen wurde sofort eingeleitet und betraf fast alle Truppen des Feldheeres, denn die neuen Divisionen wurden aus den erfahrenen Stämmen der alten Divisionen gebildet, die wiederum durch Neubildungen ersetzt wurden. Dadurch waren im November 1940 51 Divisionen nicht einsatzbereit. Aus diesem Grund musste die Entscheidung für oder gegen das Unternehmen Seelöwe bis Mitte Oktober getroffen werden. Die im Westen stehenden Divisionen wurden in Bezug auf personelle Zusammensetzung, Bewaffnung, Beweglichkeit usw. so stark zurückgestellt, sodass sie nicht „ostfähig“ waren.
In einem abschließenden Bericht vom 10. Juli 1941 über die Erfüllung des Rüstungsprogramms B stellte das Wehrwirtschafts- und Rüstungsamt fest, dass das Programm „im großen und ganzen trotz großer Schwierigkeiten erfüllt werden konnte“ allerdings unter „stärkster Anspannung des gesamten im großdeutschen Wirtschaftsraum sowie den besetzten Gebieten zur Verfügung stehenden Fertigungspotentials“.
Im Winter 1940/41 führte Fehlen an Transportraum und die bevorzugte Verwendung von Kohle zu Rüstungszwecken zu einem akuten Mangel an Kohle für den Hausbrand.
Mit dem Göring-Programm vom 23. Juni 1941 sollte der Rüstungsschwerpunkt wieder auf Luftwaffe und Marine verlegt werden.

## Ausnutzung Europas
| Land           | Wert in 1000 RM |
| -------------- | --------------- |
| Frankreich     | 3.101.713       |
| Belgien        | 558.720         |
| Nordfrankreich | 209.750         |
| Niederlande    | 921.665         |

Die kriegswirtschaftliche Umorientierung für das Unternehmen Barbarossa betraf nicht nur das Rüstungsprogramm, sondern auch die deutsche Außenhandelspolitik, für die ab Sommer 1940 ein Zentralclearing aufgebaut wurde. Bereits in der zweiten Hälfte des Jahres 1940 überstieg die deutsche Einfuhr allein aus den europäischen Staaten den Gesamtimport des Rekordjahres 1938. Dies war verbunden mit einem Anstieg der deutschen Verschuldung von 308 Millionen Reichsmark im November 1939 auf 1 Milliarde Reichsmark im Mai 1941, und bis Ende 1941 auf 2 Milliarden Reichsmark. Laut Thomas war die Erfüllung des Rüstungsprogramms nur möglich durch die großen Beutebestände an Rohstoffen in Holland, Belgien und Frankreich. Bis Ende 1940 erbeutete man an Metallen: 135.000 t Kupfer, 20.000 t Blei, 9.500 t Zinn, 9.000 t Nickel, 9.000 t Aluminium. Außerdem wurden bis Ende 1941 bedeutende Wehrmachtsaufträge an die besetzten Gebiete vergeben. Siehe Tabelle rechts. Das Vichy-Regime lieferte aus seinen Beständen und über Schiffe aus seinen Kolonien große Mengen an Kautschuk, Eisenerz, Aluminium, Graphit, Kobalterz, Magnesium, Bauxit und Hochofenphosphaten. Die belgische Regierung beschloss am 15. Mai 1940, die Industrie unter deutscher Besatzung wieder arbeiten zu lassen. Die großen Bankiers unter Führung des Präsidenten der Société générale de Belgique Alexandre Galopin schloss sich dieser Entscheidung unter der „Galopin-Doktrin“ an, die sich auf einen „entschuldigenden Notstand“ berief. Dies kam dem deutschen Militärverwaltungschef Eggert Reeder entgegen. Die belgische Industrie lieferte fortan Produkte, auch halbmilitärischer Art nach Deutschland.
Nach einer sowjetischen Berechnung stieg durch die besetzten Länder und die Satellitenstaaten die Zahl der Industriearbeiter von 10 auf 28 Millionen, die Kohleförderung von 235 auf 400 Millionen Tonnen und die Stahlerzeugung von 22 auf 45 Millionen Tonnen.

## Debatte
Alfred Jodl meinte in einer Rede vor Gauleitern im November 1943, dass die richtige Einschätzung des Gegners zum „Schwersten des Schweren“ gehört und das man erst „durch den Vorstoß in das Dunkel des russischen Raumes“ einen „technischen Rüstungsstand“ beim Gegner erkannt habe, der Deutschland zum Totalen Krieg und zu einer technischen Gegenleistung gezwungen habe, die man aus eigenem Antrieb kaum hervorgebracht hätte.
Bei einer Rede zur Gründung der Reichsvereinigung Eisen im Juni 1942 äußerte Hermann Röchling, dass man bis zum Beginn des russischen Krieges davon überzeugt gewesen sei, die deutsche Wirtschaftsführung sei gut. Aber angesichts der ungeheuren Mengen an Waffen und Munition der Roten Armee, sei man stutzig geworden und kam erst da auf den Gedanken, dass man aus der deutschen Wirtschaft wesentlich mehr Leistung herausholen könne.
Der spätere Chef des Planungsamtes Hans Kehrl schrieb nach dem Krieg, dass die wirtschaftlichen Möglichkeiten, die der Westfeldzug erschlossen hatte, nicht annähernd ausgenutzt wurden. Hoffnung auf eine kurze Kriegsdauer und falsche Einschätzung der Dimensionen des künftigen Krieges habe die Tätigkeit vieler Dienststellen gebremst. Daher könne man ohne Übertreibung sagen, dass der Krieg wirtschaftlich in den Jahren 1940/41 verloren worden sei.
Rüstungsminister Albert Speer schrieb, dass der Krieg gewissermaßen durch die Siege des Jahres 1940 verloren wurden. Eine militärische Katastrophe hätte dagegen die Energie erhöht und ungenutzte Reserven mobilisiert. So hätte Hitler Mitte 1941 eine doppelt so stark ausgerüstete Armee haben können, denn die Produktion jener Grundindustrien, die das Rüstungsvolumen bestimmen, sei im Jahre 1944 kaum höher als 1941 gewesen. Er meint, dass im modernen Krieg es oft die letzten zehn Prozent sind, die zum Sieg fehlen. So hätten im Herbst 1942 im Kaukasus geringe Panzermengen, die Reste von Panzerdivisionen den Ausschlag gegeben.
Eichholtz nennt dies die „Legende von den verpaßten kriegswirtschaftlichen Möglichkeiten“. Er führt den ständigen Mangel an Arbeitskräften als beeindruckendes Indiz gegen diese Legende an. Zudem verweist er auf den außerordentlichen Umfang der Investitionen in die Rüstungsindustrie im Jahre 1941, die sich erst in späteren Jahren auswirkten. Für Eichholtz stellte das deutsche Heer am Vorabend des Überfalls auf die Sowjetunion einen „gewaltigen, technisch modern und quantitativ gut ausgerüsteten Vernichtungsapparat“ dar. Fast 10 Monate lang führte es keinen Krieg und häufte Munition, Waffen und Gerät an, wenn auch die Ausrüstung mit der starken Vermehrung der Divisionen nicht ganz Schritt hielt. Die Rüstungsdienststellen hätten sogar Zweckpessimismus verbreitet.
Rolf-Dieter Müller meint, mit einer solchen Panzerflut hätte die Heeresführung 1941 nichts anfangen können. Schon die Steigerung der Panzerproduktion von 200 auf 400 Panzer pro Monat löste große organisatorische Schwierigkeiten und Bedenken hinsichtlich der Ausbildung von Besatzungen, Unterstützungstruppen und Führungspersonal sowie Treibstoff- und Munitionsversorgung aus. Wären solche Panzermengen produziert worden, hätte Halder sie sofort stilllegen lassen, man hätte sie in der optimistischen Perspektive des Blitzkrieges vermutlich als nutzlose Ansammlungen veralteter Modelle angesehen, die niemals zum Einsatz gekommen wären. Auch der Generalstabschef der Luftwaffe Hans Jeschonnek war der Meinung, dass er mit mehr als 360 Jagdflugzeugen pro Monat nichts anfangen könne.
Ernst Engelberg meint, dass es grundfalsch sei zu glauben, die deutsche Führung hätte 1941 schon aus den Arbeitern herausholen können, was sie 1944 herausgeholt haben. Erst als die Propaganda den Krieg gegen die Sowjetunion als »Existenzkampf« ausgeben konnte, konnte die Ausbeutung wesentlich gesteigert werden. Der Imperialismus könne den Widerspruch zwischen Kapital und Arbeit nicht lösen, deswegen habe er seine »Gesetzmäßige Niederlage« erlitten.
Eichholtz und Engelbergs Kollege Hans Mottek sprach dagegen von einer „krassen Fehleinschätzung“ der deutschen Führung, da sie wegen des durch den Westfeldzug hinzugekommenen ökonomischen Potenzials und den dabei erlittenen geringen Einbußen an Kriegsmaterial, eine Erhöhung der Rüstungsproduktion nicht für notwendig hielt. So sei der Ausstoß an Waffen und Kriegsgerät „erheblich“ von den Möglichkeiten abgewichen.
Ludolf Herbst hält den Ostfeldzug wehrwirtschaftlich gesehen für „leidlich“ vorbereitet. Er verweist darauf das hinter dem in bedeutenden Umfang aufgehäuften Kriegsmaterial keine Rüstungsindustrie stand, die größere Materialverluste aus der laufenden Produktion ersetzen und das anfängliche Ausrüstungsniveau über Rückschläge und längere Zeiträume erhalten konnte.
Adam Tooze meint, nur weil Historiker Inkompetenz und Trägheit des NS-Regimes in dieser entscheidenden Phase beweisen wollten, wird heute leicht übersehen, welcher beträchtliche Aufwand wirklich betrieben wurde. Der Angriff der Wehrmacht auf die Sowjetunion war die größte militärische Operation der gesamten überlieferten Geschichte und das »Dritte Reich« habe „sich ganz gewiss nicht träge“ auf diesen gewaltigen Feldzug vorbereitet. Für ihn war eher das Problem, dass der militärische Industriekomplex zweigleisig gleichzeitig für einen Luftkrieg gegen die Westmächte rüstete, was zähe bürokratische Kämpfe auslöste.
Laut Burkhart Müller-Hillebrand stellte die Vermehrung des Heeres um 60 Divisionsverbände eine „erhebliche“ organisatorische und rüstungsmäßige Belastung dar, und das OKH setzte „alle Energie“ daran, das Programm so vollständig wie möglich durchzuführen.
Rudolf Bogatsch sieht als einen Grund dafür, dass die deutsche Rüstungskapazität nur wie er schreibt: „zu Bruchteilen ausgenutzt“ wurde, darin dass im Sommer 1940 immer noch die „rüstungswirtschaftliche Spitze“ fehlte, die die Rüstung der drei Wehrmachtsteile zentral steuerte und die Einheitlichkeit sicherstellte, die alleinige verantwortliche Beratung der staatspolitischen Führung zu übernehmen und mit Hilfe zentraler Planung die Leistungsgrenzen der Kriegswirtschaft im Rahmen der verfügbaren Grundstoffe und des Kraftstroms abzustecken hatte. Die drei Wehrmachtsteile verbrauchen sich in kräfte- und zeitbeanspruchenden Ringen um die Bevorzugung bei der Programmgestaltung. Erst unter der Ägide Speers wurde die Zentrale Planung ins Leben gerufen.
Rolf-Dieter Müller sieht im Gegenteil in dem oben zitierten Bericht, der feststellte, dass das Programm „im großen und ganzen trotz großer Schwierigkeiten erfüllt werden konnte“ eine Verschleierung der tatsächlichen Verhältnisse. Das Rüstungsprogramm hätte sich nur an den voraussichtlichen Fertigungsmöglichkeiten orientiert. Zudem sei die gesamte Rüstungsproduktion 1940 kaum gewachsen und das personelle und materielle Aufgebot kaum größer als das im Westfeldzug gewesen, bis auf die teilweise Modernisierung des Panzerbestandes. Das Ostheer war nach seinem Urteil eher ein „Flickenteppich“, bei dem alles aufmarschierte, was nur irgendwie beweglich und kampffähig gemacht werden konnte, als eine „gewaltige, einheitlich ausgestattete Militärmacht“. Außerdem habe die Überzeugung der Heeresführung, dass ein Feldzug gegen die Sowjetunion quasi ein „Kinderspiel“ sei, dazu geführt, dass eine umfassende Mobilisierung und Bereitstellung der eigenen Kräfte verhindert wurde.
Nach Einschätzung von Leo Stern begann Deutschland zwar den Krieg gegen die Sowjetunion erst nachdem es das ökonomische und militärische Potenzial fast ganz Europas in seinen Besitz gebracht hat aber im „Rausch des Sieges“ habe die politische und militärische Führung jedes klare Urteil über die realen Voraussetzungen für ihre abenteuerlichen Kriegsziele verloren.
Für Wilhelm Deist verdeutlichen die Verhandlungen der Militärs um das Rüstungsprogramm B die allgemeine Unterschätzung des sowjetischen Gegners in „geradezu exemplarischer Weise“, den Operateuren im Generalstab kam offenbar gar nicht der Gedanke, dass ihre operative Idee durch mangelhafte Rüstung in Gefahr geraten könnte.
Die Operationsführung bildete nach Bernhard R. Kroener den „Heiligen Gral, das Arcanum“ der deutschen Generalstabswissenschaft. Man glaubte mit überlegener Führungskunst auch mit unterlegenen Kräften zu siegen. Logistik war nur eine Hilfswissenschaft und auf die Logistiker schaute man herab. Wenn überhaupt, wurde der Chef der Heeresrüstung Fromm bei den strategisch-operativen Besprechungen nur zum Vortrag über sein eigenes Arbeitsgebiet hinzugezogen. Auch in der Propaganda wurden die Operationen des Heeres in den Mittelpunkt gerückt. Immerhin wurde im Film »Sieg im Westen« in kurzen Sequenz von wenigen Sekunden Fromm und sein Chef des Stabes beim Studium von Tabellen und Statistiken gezeigt. Mit dem Scheitern des »Blitzkrieges« gegen die Sowjetunion endete nach Kroener das seit dem ausgehenden 19. Jahrhunderts unangefochtene Primat der strategisch-operativen Führungsentscheidungen der deutschen militärischen Elite.

## Wirtschafts- und Rüstungspläne der NS-Zeit
Im nationalsozialistischen Deutschland wurde sukzessive eine Zentralverwaltungswirtschaft mit wirtschaftslenkender Gesetzgebung  ausgebaut. Als Neuer Plan wurde 1934 der Weg vorgezeichnet, es folgte der Vierjahresplan von 1936, der Schnellplan von 1938 und der Schell-Plan im Jahre 1939.
Das Rüstungsprogramm B war eines der Programme, mit denen die deutsche Wirtschaft koordiniert werden sollte. Die Expansion der Kriegswirtschaft wurde von etlichen weiteren Programmen begleitet. Die Koordination dieser Pläne und die Gewichtung von Interessen sollte ab 1942 beim Ausschuss für Zentrale Planung im Reichsministerium für Rüstung und Kriegsproduktion erfolgen. Der Überblick der Pläne ist teilweise schwer nachvollziehbar, wobei etliche dieser Pläne in Personal- oder Amtsunion von Wehrwirtschaftsführern sowie in fusionierten Wirtschaftsgebilden wie den Reichswerken Hermann Göring betreut und umgesetzt werden sollten. Dass es dabei zu Konkurrenzsituationen kam, ist insbesondere zum Thema Luftrüstung vs. Panzerrüstung und zum Wirken von Konstrukteuren wie Ferdinand Porsche oder Hans Ledwinka bekannt. Wie im Bereich der Kraftfahrzeugfertigung waren auch die Betriebe in annektierten oder besetzen Gebieten betroffen, wie es bei Unternehmen wie den Österreichischen Saurerwerken und Škoda sowie Tatra der Fall war. Nachfolgend eine unvollständige Übersicht der Pläne:
| 1938        | 1939        | 1940               | 1941            | 1942          | 1943                        | 1944                    |
| ----------- | ----------- | ------------------ | --------------- | ------------- | --------------------------- | ----------------------- |
| Schnellplan | Schell-Plan | Rüstungsprogramm B | Göring-Programm | Iwan-Programm | Adolf-Hitler-Panzerprogramm | Mineralölsicherungsplan |